# The Best FIFA Football Awards 2019

O The Best FIFA Football Awards 2019 (em português: Prêmios FIFA de Melhores do Futebol 2019) foi a quarta edição do evento realizado pela Federação Internacional de Futebol (FIFA), no dia 23 de setembro no Teatro alla Scala em Milão, Itália. 

## Categorias

### Melhor Jogador de Futebol Masculino
A lista com os dez jogadores foram pré-selecionados, em 31 de julho de 2019. Os três finalistas foram anunciados em 2 de setembro de 2019.
Lionel Messi ganhou o prêmio com 46 pontos no ranking.
Os critérios de seleção para os jogadores masculinos do ano são: respectivas conquistas no período de 16 de julho de 2018 a 19 de julho de 2019.
| Pos.              | Nome              | Clube               | País          | Votos      |
| Finalistas        | Finalistas        | Finalistas          | Finalistas    | Finalistas |
| ----------------- | ----------------- | ------------------- | ------------- | ---------- |
| 1                 | Lionel Messi      | Barcelona           | Argentina     | 46         |
| 2                 | Virgil van Dijk   | Liverpool           | Países Baixos | 38         |
| 3                 | Cristiano Ronaldo | Juventus            | Portugal      | 36         |
| Outros candidatos |                   |                     |               |            |
| 4                 | Mohamed Salah     | Liverpool           | Egito         | 26         |
| 5                 | Sadio Mané        | Liverpool           | Senegal       | 23         |
| 6                 | Kylian Mbappé     | Paris Saint-Germain | França        | 17         |
| 7                 | Frenkie de Jong   | Ajax Barcelona      | Países Baixos | 16         |
| 8                 | Eden Hazard       | Chelsea Real Madrid | Bélgica       | 16         |
| 9                 | Matthijs de Ligt  | Ajax Juventus       | Países Baixos | 9          |
| 10                | Harry Kane        | Tottenham           | Inglaterra    | 5          |

### Melhor Jogador de Futebol Feminino
A lista com as dez jogadoras foram pré-selecionados, em 31 de julho de 2019. Os três finalistas foram anunciados em 2 de setembro de 2019.
Megan Rapinoe ganhou o prêmio com 46 pontos no ranking.
O critério de seleção para os atletas femininos do ano é: respectivas conquistas no período de 25 de maio de 2018 a 7 de julho de 2019.
| Pos.              | Nome             | Clube                           | País           | Votos      |
| Finalistas        | Finalistas       | Finalistas                      | Finalistas     | Finalistas |
| ----------------- | ---------------- | ------------------------------- | -------------- | ---------- |
| 1                 | Megan Rapinoe    | Reign FC                        | Estados Unidos | 46         |
| 2                 | Alex Morgan      | Orlando Pride                   | Estados Unidos | 42         |
| 3                 | Lucy Bronze      | Lyon                            | Inglaterra     | 29         |
| Outros candidatos |                  |                                 |                |            |
| 4                 | Amandine Henry   | Lyon                            | França         | 23         |
| 5                 | Vivianne Miedema | Arsenal                         | Países Baixos  | 23         |
| 6                 | Rose Lavelle     | Washington Spirit               | Estados Unidos | 21         |
| 7                 | Julie Ertz       | Chicago Red Stars               | Estados Unidos | 18         |
| 8                 | Ada Hegerberg    | Lyon                            | Noruega        | 15         |
| 9                 | Wendie Renard    | Lyon                            | França         | 9          |
| 10                | Ellen White      | Birmingham City Manchester City | Inglaterra     | 7          |

### Melhor Treinador de Futebol Masculino
A lista com os dez treinadores foram pré-selecionados, em 31 de julho de 2019. Os três finalistas foram anunciados em 2 de setembro de 2019.
Jürgen Klopp ganhou o prêmio com 48 pontos no ranking.
| Pos.              | Nome                | Clube/Seleção   | Votos      |            |
| Finalistas        | Finalistas          | Finalistas      | Finalistas | Finalistas |
| ----------------- | ------------------- | --------------- | ---------- | ---------- |
| 1                 | Jürgen Klopp        | Liverpool       | 48         |            |
| 2                 | Pep Guardiola       | Manchester City | 38         |            |
| 3                 | Mauricio Pochettino | Tottenham       | 27         |            |
| Outros candidatos |                     |                 |            |            |
| 4                 | Erik ten Hag        | Ajax            | 26         |            |
| 5                 | Djamel Belmadi      | Argélia         | 26         |            |
| 6                 | Didier Deschamps    | França          | 19         |            |
| 7                 | Fernando Santos     | Portugal        | 16         |            |
| 8                 | Tite                | Brasil          | 12         |            |
| 9                 | Marcelo Gallardo    | River Plate     | 10         |            |
| 10                | Ricardo Gareca      | Peru            | 10         |            |

### Melhor Treinador(a) de Futebol Feminino
A lista com os dez treinadoras foram pré-selecionados, em 31 de julho de 2019. Os três finalistas foram anunciados em 2 de setembro de 2019.
Jill Ellis ganhou o prêmio com 48 pontos no ranking.
| Pos.              | Nome              | Clube/Seleção          | Votos      |            |
| Finalistas        | Finalistas        | Finalistas             | Finalistas | Finalistas |
| ----------------- | ----------------- | ---------------------- | ---------- | ---------- |
| 1                 | Jill Ellis        | Estados Unidos         | 48         |            |
| 2                 | Sarina Wiegman    | Países Baixos          | 40         |            |
| 3                 | Phil Neville      | Inglaterra             | 31         |            |
| Outros candidatos |                   |                        |            |            |
| 4                 | Reynald Pedros    | Lyon                   | 28         |            |
| 5                 | Peter Gerhardsson | Suécia                 | 23         |            |
| 6                 | Milena Bertolini  | Itália                 | 22         |            |
| 7                 | Futoshi Ikeda     | Japão U-20             | 13         |            |
| 8                 | Antonia Is        | Espanha U-17           | 12         |            |
| 9                 | Joe Montemurro    | Arsenal                | 10         |            |
| 10                | Paul Riley        | North Carolina Courage | 5          |            |

### Melhor Goleiro de Futebol

#### Masculino
Os três finalistas foram anunciados em 2 de setembro de 2019.
Alisson ganhou o prêmio.
| Pos.       | Nome                  | Clube/Seleção   | País       | Votos      |
| Finalistas | Finalistas            | Finalistas      | Finalistas | Finalistas |
| ---------- | --------------------- | --------------- | ---------- | ---------- |
| 1          | Alisson Becker        | Liverpool       | Brasil     |            |
| 2          | Marc-André ter Stegen | Barcelona       | Alemanha   |            |
| 3          | Ederson Moraes        | Manchester City | Brasil     |            |

#### Feminino
As três finalistas foram anunciados em 2 de setembro de 2019.
Sari van Veenendaal ganhou o prêmio.
| Pos.       | Nome                | Clube/Seleção              | País          | Votos      |
| Finalistas | Finalistas          | Finalistas                 | Finalistas    | Finalistas |
| ---------- | ------------------- | -------------------------- | ------------- | ---------- |
| 1          | Sari van Veenendaal | Arsenal Atlético de Madrid | Países Baixos |            |
| 2          | Christiane Endler   | Paris Saint-Germain        | Chile         |            |
| 3          | Hedvig Lindahl      | Chelsea Wolfsburg          | Suécia        |            |

### Prêmio FIFA Ferenc Puskás
Dániel Zsóri ganhou o prêmio. Os dez jogadores selecionados para os prêmios foram anunciados em 19 de agosto de 2019. Os três finalistas foram anunciados em 2 de setembro de 2019. Todos os objetivos a serem considerados foram marcados de 16 de julho de 2018 a 19 de julho de 2019. Todos os usuários registrados do FIFA.com eram permissão para participar da votação final até 1 de setembro de 2019, com o questionário sendo apresentado no site oficial da FIFA. Os três principais gols da votação são votados pelas "FIFA Legends", que ainda serão anunciadas, que escolherão o vencedor.
| Pos.              | Jogador                | Partida                                  | Competição                                | Data                    | Votos      |            |
| Finalistas        | Finalistas             | Finalistas                               | Finalistas                                | Finalistas              | Finalistas | Finalistas |
| ----------------- | ---------------------- | ---------------------------------------- | ----------------------------------------- | ----------------------- | ---------- | ---------- |
| 1                 | Dániel Zsóri           | Debrecen – Ferencváros                   | Campeonato Húngaro de 2018–19             | 16 de fevereiro de 2019 |            |            |
| 2                 | Lionel Messi           | Real Betis – Barcelona                   | La Liga de 2018–19                        | 17 de março de 2019     |            |            |
| 3                 | Juan Fernando Quintero | River Plate – Racing                     | Superliga Argentina de 2018–19            | 10 de fevereiro de 2019 |            |            |
| Outros candidatos |                        |                                          |                                           |                         |            |            |
|                   | Matheus Cunha          | Bayer Leverkusen – RB Leipzig            | Bundesliga de 2018–19                     | 6 de abril de 2019      |            |            |
|                   | Zlatan Ibrahimović     | Toronto FC – LA Galaxy                   | Major League Soccer de 2018               | 15 de setembro de 2018  |            |            |
|                   | Ajara Nchout           | Camarões – Nova Zelandia                 | Copa do Mundo Feminino de 2019            | 20 de junho de 2019     |            |            |
|                   | Fabio Quagliarella     | Sampdoria – Napoli                       | Serie A de 2018–19                        | 2 de setembro de 2018   |            |            |
|                   | Amy Rodriguez          | Utah Royals FC – Sky Blue FC             | National Women's Soccer League de 2019    | 16 de junho de 2019     |            |            |
|                   | Billie Simpson         | Sion Swifts Ladies – Cliftonville Ladies | Liga Nacional Feminina (Irlanda do Norte) | 9 de agosto de 2018     |            |            |
|                   | Andros Townsend        | Manchester City – Crystal Palace         | Premier League de 2018–19                 | 22 de dezembro de 2018  |            |            |

### Prêmio FIFA Fair Play
| Vencedor                                  | Motivo |
| ----------------------------------------- | --- |
| Marcelo Bielsa e a equipe do Leeds United | Ordenou ao Leeds United que permitisse que os adversários Aston Villa marcassem depois que seu lado marcou um gol enquanto um jogador da oposição estava ferido. |

### Prêmio FIFA Melhor Torcida
O prêmio comemora os melhores momentos ou gestos dos fãs de setembro de 2018 a setembro de 2019, independentemente do campeonato, sexo ou nacionalidade. A lista final foi compilada por um painel de especialistas da FIFA, e todos os usuários registrados do FIFA.com podem participar da votação final até 23 de setembro de 2019.
Os três indicados foram anunciados em 2 de setembro de 2019.
Silvia Grecco ganhou o prêmio com 58% dos votos.
| Pos. | Torcida                  | Partida | Competição                     | Data             | Votos |
| ---- | ------------------------ | ------- | ------------------------------ | ---------------- | ----- |
| 1    | Silvia Grecco            | Vários  | Jogos do Palmeiras             | Vários           | 58%   |
|      | Justo Sanchez            | Vários  | Jogos do Rampla Juniors        | Vários           | 32%   |
|      | Fãs da Seleção Holandesa | Vários  | Copa do Mundo Feminino de 2019 | junho–julho 2019 | 10%   |

### FIFPro World XI da FIFA

#### Masculino
A lista dos 55 jogadores masculinos foi anunciada em 5 de setembro de 2019.
Os jogadores escolhidos foram Alisson como goleiro, Sergio Ramos, Matthijs de Ligt, Virgil van Dijk e Marcelo como zagueiros, Eden Hazard, Frenkie de Jong e Luka Modrić como meio-campistas, e Lionel Messi, Cristiano Ronaldo e Kylian Mbappé como atacantes.
| Pos. | Jogador           | Clube                   |
| ---- | ----------------- | ----------------------- |
| G    | Alisson           | Liverpool               |
| D    | Matthijs de Ligt  | - Ajax - Juventus       |
| D    | Sergio Ramos      | Real Madrid             |
| D    | Virgil van Dijk   | Liverpool               |
| D    | Marcelo           | Real Madrid             |
| M    | Frenkie de Jong   | - Ajax - Barcelona      |
| M    | Luka Modrić       | Real Madrid             |
| M    | Eden Hazard       | - Chelsea - Real Madrid |
| A    | Kylian Mbappé     | Paris Saint-Germain     |
| A    | Lionel Messi      | Barcelona               |
| A    | Cristiano Ronaldo | Juventus                |

Nomeados
| Nome                   | Equipe(s)                         |
| Goleiros               | Goleiros                          |
| ---------------------- | --------------------------------- |
| Alisson                | Liverpool                         |
| David de Gea           | Manchester United                 |
| Ederson                | Manchester City                   |
| Jan Oblak              | Atlético de Madrid                |
| Marc-André ter Stegen  | Barcelona                         |
| Defensores             |                                   |
| Jordi Alba             | Barcelona                         |
| Trent Alexander-Arnold | Liverpool                         |
| Dani Alves             | - Paris Saint-Germain - São Paulo |
| João Cancelo           | - Juventus - Manchester City      |
| Dani Carvajal          | Real Madrid                       |
| Giorgio Chiellini      | Juventus                          |
| Virgil van Dijk        | Liverpool                         |
| Diego Godín            | - Atlético Madrid - Inter         |
| Joshua Kimmich         | Bayern de Munique                 |
| Kalidou Koulibaly      | Napoli                            |
| Aymeric Laporte        | Manchester City                   |
| Matthijs de Ligt       | - Ajax - Juventus                 |
| Marcelo                | Real Madrid                       |
| Gerard Piqué           | Barcelona                         |
| Sergio Ramos           | Real Madrid                       |
| Andrew Robertson       | Liverpool                         |
| Alex Sandro            | Juventus                          |
| Thiago Silva           | Paris Saint-Germain               |
| Raphaël Varane         | Real Madrid                       |
| Kyle Walker            | Manchester City                   |
| Meio-campistas         |                                   |
| Arthur                 | Barcelona                         |
| Sergio Busquets        | Barcelona                         |
| Casemiro               | Real Madrid                       |
| Kevin De Bruyne        | Manchester City                   |
| Frenkie de Jong        | - Ajax - Barcelona                |
| Christian Eriksen      | Tottenham Hotspur                 |
| Eden Hazard            | - Chelsea - Real Madrid           |
| N'Golo Kanté           | Chelsea                           |
| Toni Kroos             | Real Madrid                       |
| Luka Modrić            | Real Madrid                       |
| Paul Pogba             | Manchester United                 |
| Ivan Rakitić           | Barcelona                         |
| Bernardo Silva         | Manchester City                   |
| Dušan Tadić            | Ajax                              |
| Arturo Vidal           | Barcelona                         |
| Atacantes              |                                   |
| Sergio Agüero          | Manchester City                   |
| Karim Benzema          | Real Madrid                       |
| Roberto Firmino        | Liverpool                         |
| Antoine Griezmann      | - Atlético Madrid - Barcelona     |
| Harry Kane             | Tottenham Hotspur                 |
| Robert Lewandowski     | Bayern de Munique                 |
| Sadio Mané             | Liverpool                         |
| Kylian Mbappé          | Paris Saint-Germain               |
| Lionel Messi           | Barcelona                         |
| Neymar                 | Paris Saint-Germain               |
| Cristiano Ronaldo      | Juventus                          |
| Mohamed Salah          | Liverpool                         |
| Son Heung-min          | Tottenham Hotspur                 |
| Raheem Sterling        | Manchester City                   |
| Luis Suárez            | Barcelona                         |

#### Feminino
FIFA e FIFPro anunciaram que revelariam conjuntamente o WorldXI pela primeira vez na cerimônia de premiação The Best.
A lista de 55 jogadores femininos foi anunciada em 4 de setembro de 2019.
Os jogadores escolhidos foram Sari van Veenendaal como goleira, Lucy Bronze, Wendie Renard, Nilla Fischer e Kelley O'Hara como zagueiros, Amandine Henry, Julie Ertz e Rose Lavelle como meio-campistas, e Marta, Alex Morgan e Megan Rapinoe como atacantes.
| Pos. | Jogador             | Clube                           |
| ---- | ------------------- | ------------------------------- |
| G    | Sari van Veenendaal | - Arsenal - Atlético de Madrid  |
| D    | Lucy Bronze         | Lyon                            |
| D    | Wendie Renard       | Lyon                            |
| D    | Nilla Fischer       | - VfL Wolfsburg - Linköpings FC |
| D    | Kelley O'Hara       | Utah Royals FC                  |
| M    | Amandine Henry      | Lyon                            |
| M    | Julie Ertz          | Chicago Red Stars               |
| M    | Rose Lavelle        | Washington Spirit               |
| A    | Marta               | Orlando Pride                   |
| A    | Alex Morgan         | Orlando Pride                   |
| A    | Megan Rapinoe       | Reign FC                        |

Nomeados
| Nome                   | Equipe(s)                                 |
| Goleiras               | Goleiras                                  |
| ---------------------- | ----------------------------------------- |
| Sarah Bouhaddi         | Lyon                                      |
| Christiane Endler      | Paris Saint-Germain                       |
| Hedvig Lindahl         | - Chelsea - VfL Wolfsburg                 |
| Alyssa Naeher          | Chicago Red Stars                         |
| Sari van Veenendaal    | - Arsenal - Atlético de Madrid            |
| Defensoras             |                                           |
| Millie Bright          | Chelsea                                   |
| Lucy Bronze            | Lyon                                      |
| Kadeisha Buchanan      | Lyon                                      |
| Abby Dahlkemper        | North Carolina Courage                    |
| Crystal Dunn           | North Carolina Courage                    |
| Nilla Fischer          | - VfL Wolfsburg - Linköpings FC           |
| Sara Gama              | Juventus                                  |
| Alex Greenwood         | - Manchester United - Lyon                |
| Steph Houghton         | Manchester City                           |
| Ali Krieger            | Orlando Pride                             |
| Saki Kumagai           | Lyon                                      |
| Amel Majri             | Lyon                                      |
| Griedge Mbock Bathy    | Lyon                                      |
| Maren Mjelde           | Chelsea                                   |
| Kelley O'Hara          | Utah Royals FC                            |
| Wendie Renard          | Lyon                                      |
| Michelle Romero        | Deportivo La Coruña                       |
| Camila Sáez            | Rayo Vallecano                            |
| Becky Sauerbrunn       | Utah Royals FC                            |
| Stefanie van der Gragt | Barcelona                                 |
| Meia-campistas         |                                           |
| Andressa Alves         | - Barcelona - Roma                        |
| Kosovare Asllani       | - Linköpings FC - Tacón                   |
| Sara Däbritz           | - Bayern de Munique - Paris Saint-Germain |
| Julie Ertz             | Chicago Red Stars                         |
| Formiga                | Paris Saint-Germain                       |
| Jackie Groenen         | - 1. FFC Frankfurt - Manchester United    |
| Amandine Henry         | Lyon                                      |
| Lindsey Horan          | Portland Thorns FC                        |
| Rose Lavelle           | Washington Spirit                         |
| Carli Lloyd            | Sky Blue FC                               |
| Dzsenifer Marozsán     | Lyon                                      |
| Sam Mewis              | North Carolina Courage                    |
| Sherida Spitse         | Vålerenga                                 |
| Daniëlle van de Donk   | Arsenal                                   |
| Keira Walsh            | Manchester City                           |
| Atacantes              |                                           |
| Oriana Altuve          | Rayo Vallecano                            |
| Caroline Graham Hansen | - VfL Wolfsburg - Barcelona               |
| Pernille Harder        | VfL Wolfsburg                             |
| Tobin Heath            | Portland Thorns FC                        |
| Ada Hegerberg          | Lyon                                      |
| Jennifer Hermoso       | - Atlético de Madrid - Barcelona          |
| Sam Kerr               | - Perth Glory - Chicago Red Stars         |
| Eugénie Le Sommer      | Lyon                                      |
| Marta                  | Orlando Pride                             |
| Lieke Martens          | Barcelona                                 |
| Vivianne Miedema       | Arsenal                                   |
| Alex Morgan            | Orlando Pride                             |
| Nikita Parris          | - Manchester City - Lyon                  |
| Megan Rapinoe          | Reign FC                                  |
| Ellen White            | - Birmingham City - Manchester City       |

### Painéis de Seleção

#### Painel de seleção masculino
O painel de especialistas que selecionou os indicados ao The Best FIFA Football Awards 2019 para jogadores e treinadores masculinos foi composto por:
- Franco Baresi
- Cha Bum-kun
- Fabio Capello
- Ricki Herbert
- Kaká
- Lothar Matthäus
- Francisco Maturana
- Hugo Sánchez
- Juan Sebastián Verón
- Xavi

#### Painel de seleção de mulheres
O painel de especialistas que selecionou os indicados ao The Best FIFA Football Awards 2019 para as jogadoras e treinadoras femininas compreendeu:
- Rae Dower
- Nadine Kessler
- Kristine Lilly
- Portia Modise
- Aline Pellegrino
- Aya Miyama
- Thuba Sibanda
- Kelly Smith
- Rhian Wilkinson
- Kirsty Yallop

#### Painel Prêmio Puskás
O painel de especialistas que decidiu o vencedor do Prêmio FIFA Puskás compreendeu:
- Ann Kristin Aarønes
- Brandi Chastain
- Han Duan
- Julie Fleeting
- Miroslav Klose
- Michael Owen
- Patrizia Panico
- Ronaldo
- Yaya Touré
- Christian Vieri